# تیمبیو
تیمبیو (به اسپانیایی: Timbío) یک سکونتگاه مسکونی در کلمبیا است که در بخش کائوکا واقع شده‌است.